# Discografia de Maluma
O cantor colombiano Maluma, lançou cinco álbuns de estúdio, uma mixtape, setenta e sete singles (incluindo quarenta e seis como artista em destaque) e seis singles promocionais.

## Álbuns

### Álbuns de estúdio
| Título                                                                            | Álbum de estúdio                                                                                      | Posição | Posição  | Posição | Posição | Posição | Posição | Posição | Posição | Posição | Posição  | Vendas        | Certificações                                                                                    |
| Título                                                                            | Álbum de estúdio                                                                                      | ARG     | BEL (FL) | FRA     | GER     | ITA     | MEX     | SPA     | SWI     | US      | US Latin | Vendas        | Certificações                                                                                    |
| --------------------------------------------------------------------------------- | --- | ------- | -------- | ------- | ------- | ------- | ------- | ------- | ------- | ------- | -------- | ------------- | ------------------------------------------------------------------------------------------------ |
| Magia                                                                             | - Lançado: 7 de agosto de 2012 - Gravadora: Sony Music Colombia - Formato(s): CD, download digital    | —       | —        | —       | —       | —       | —       | —       | —       | —       | —        |               | - ASINCOL: Ouro                                                                                  |
| Pretty Boy, Dirty Boy                                                             | - Lançado: 30 de outubro de 2015 - Gravadora: Sony Latin - Formato(s): CD, download digital           | 8       | —        | —       | —       | —       | 2       | 2       | —       | —       | 1        | - EUA: 27,000 | - ASINCOL: Diamante - AMPROFON: 3× Platina - IFPI CHI: 2× Platina - PMB: Ouro - RIAA: 2× Platina |
| F.A.M.E.                                                                          | - Lançado: 18 de maio de 2018 - Gravadora: Sony Latin - Formato(s): CD, download digital              | 6       | 88       | 111     | 74      | 16      | 10      | 6       | 12      | 37      | 1        | - EUA: 10,000 | - AMPROFON: 3× Platina - PMB: Platina                                                            |
| 11:11                                                                             | - Lançado: 17 de maio de 2019 - Gravadora: Sony Latin - Formato(s): CD, download digital              | 7       | 100      | 68      | 77      | 20      | 9       | 6       | 6       | 30      | 1        |               | - AMPROFON: 3× Platina                                                                           |
| Papi Juancho                                                                      | - Lançado: 21 de agosto de 2020 - Gravadora: Sony Latin - Formato(s): CD, download digital, streaming | -       | 152      | 132     | -       | 48      | -       | 2       | 22      | 34      | 2        |               | - AMPROFON: 2× Platina                                                                           |
| "-" denota uma gravação que não foi plotada ou não foi liberada nesse território. | |         |          |         |         |         |         |         |         |         |          |               |                                                                                                  |

### Mixtapes
| Título            | Mixtape                                                                                 |
| ----------------- | --------------------------------------------------------------------------------------- |
| PB.DB The Mixtape | - Lançado: 13-01-2015 - Gravadora: Sony Music Colombia - Formatos: CD, download digital |

## Singles

### Como artista principal
| Título                                                                      | Ano  | Posições nos gráficos | Posições nos gráficos | Posições nos gráficos | Posições nos gráficos | Posições nos gráficos | Posições nos gráficos | Posições nos gráficos | Posições nos gráficos | Posições nos gráficos | Posições nos gráficos | Certificações | Álbum                               |
| Título                                                                      | Ano  | COL                   | ARG                   | FRA                   | ITA                   | MEX                   | SPA                   | SWI                   | US                    | US Latin              | VEN                   | Certificações | Álbum                               |
| --------------------------------------------------------------------------- | ---- | --------------------- | --------------------- | --------------------- | --------------------- | --------------------- | --------------------- | --------------------- | --------------------- | --------------------- | --------------------- | --- | ----------------------------------- |
| "Farandulera"                                                               | 2011 | —                     | —                     | —                     | —                     | —                     | —                     | —                     | —                     | —                     | —                     | | Magia                               |
| "Loco"                                                                      | 2011 | —                     | —                     | —                     | —                     | —                     | —                     | —                     | —                     | —                     | —                     | | Magia                               |
| "Obsesión"                                                                  | 2011 | —                     | —                     | —                     | —                     | —                     | —                     | —                     | —                     | —                     | —                     | | Magia                               |
| "Magia"                                                                     | 2012 | —                     | —                     | —                     | —                     | —                     | —                     | —                     | —                     | —                     | —                     | | Magia                               |
| "Pasarla Bien"                                                              | 2012 | —                     | —                     | —                     | —                     | —                     | —                     | —                     | —                     | —                     | —                     | | Magia                               |
| "Miss Independent"                                                          | 2013 | 2                     | —                     | —                     | —                     | —                     | —                     | —                     | —                     | —                     | —                     | | Magia                               |
| "La Temperatura" (participação de Eli Palacios)                             | 2014 | 7                     | —                     | —                     | —                     | —                     | 30                    | —                     | —                     | 24                    | —                     | - PROMUSICAE: Platina | PB.DB. The Mixtape                  |
| "La Curiosidad"                                                             | 2014 | —                     | —                     | —                     | —                     | —                     | —                     | —                     | —                     | 48                    | —                     | | PB.DB. The Mixtape                  |
| "Carnaval"                                                                  | 2014 | 8                     | —                     | —                     | —                     | 6                     | —                     | —                     | —                     | —                     | —                     | - AMPROFON: 2× Platina | PB.DB. The Mixtape                  |
| "Addicted"                                                                  | 2014 | —                     | —                     | —                     | —                     | —                     | —                     | —                     | —                     | —                     | —                     | | PB.DB. The Mixtape                  |
| "Intentalo"                                                                 | 2014 | —                     | —                     | —                     | —                     | —                     | —                     | —                     | —                     | —                     | —                     | | —                                   |
| "El Tiki"                                                                   | 2015 | 2                     | —                     | —                     | —                     | —                     | 53                    | —                     | —                     | —                     | 90                    | | Pretty Boy, Dirty Boy               |
| "Borró Cassette"                                                            | 2015 | 1                     | 4                     | —                     | —                     | 21                    | 23                    | —                     | —                     | 3                     | 1                     | - AMPROFON: Platina - CAPIF: Platina - FIMI: Ouro - PROMUSICAE: 4× Platina | Pretty Boy, Dirty Boy               |
| "El Perdedor" (solo ou com Yandel)                                          | 2016 | 1                     | 2                     | —                     | —                     | 1                     | 24                    | —                     | —                     | 4                     | 1                     | - AMPROFON: Diamante+ Ouro - PROMUSICAE: 2× Platina | Pretty Boy, Dirty Boy               |
| "Sin Contrato" (solo ou com Fifth Harmony, Don Omar e Wisin)                | 2016 | 3                     | 17                    | —                     | —                     | 6                     | 52                    | —                     | —                     | 7                     | —                     | - PROMUSICAE: Platina | Pretty Boy, Dirty Boy               |
| "Cuatro Babys" (com Noriel, Bryant Myers & Juhn)                            | 2016 | 21                    | —                     | —                     | —                     | —                     | 55                    | —                     | —                     | 15                    | —                     | - AMPROFON: 2× Platina+ Ouro - PROMUSICAE: Ouro - RIAA: 4× Platina | Trap Capos: Season 1                |
| "Felices los 4"                                                             | 2017 | 2                     | 1                     | 35                    | 48                    | 1                     | 1                     | 39                    | 48                    | 2                     | 1                     | - AMPROFON: 2× Platina+ Diamante - FIMI: Platina - IFPI SWI: Ouro - PROMUSICAE: 6× Platina - RIAA: 20× Platina - SNEP: Ouro                                                                   | F.A.M.E                             |
| "Corazón" (com participação de Nego do Borel)                               | 2017 | 4                     | 1                     | —                     | —                     | 1                     | 6                     | 83                    | —                     | 8                     | 39                    | - AMPROFON: Ouro - PROMUSICAE: Ouro - RIAA: Ouro | F.A.M.E                             |
| "El Préstamo"                                                               | 2018 | 7                     | 6                     | 168                   | 7                     | 1                     | 10                    | —                     | 68                    | —                     | 10                    | - PROMUSICAE: Platina | F.A.M.E                             |
| "Colors" (com Jason Derulo)                                                 | 2018 | —                     | —                     | —                     | —                     | —                     | —                     | —                     | —                     | —                     | —                     | | 2018 FIFA World Cup Official Anthem |
| "Bella (Remix)" (com Wolfine)                                               | 2018 | —                     | 2                     | —                     | —                     | —                     | —                     | —                     | —                     | —                     | —                     | | —                                   |
| "Clandestino" (com Shakira)                                                 | 2018 | 2                     | 15                    | 79                    | 76                    | 15                    | 20                    | —                     | 32                    | —                     | 14                    | - AMPROFON: 4× Platina - PROMUSICAE: 2× Platina | —                                   |
| "Mala Mía" (com Becky G e Anitta)                                           | 2018 | 7                     | 11                    | —                     | —                     | 4                     | 12                    | 71                    | —                     | 9                     | —                     | - AMPROFON: 4× Platina - AMPROFON: Ouro - FIMI: Ouro - PMB: 2× Platina - PROMUSICAE: Platina - RIAA: 5× Platina                                                                               | Sem álbum                           |
| "Amigos con Derechos" (com Reik)                                            | 2018 | 2                     | 8                     | —                     | —                     | 1                     | 26                    | —                     | —                     | 14                    | —                     | - AMPROFON: Diamante - AMPROFON: 2× Platina - PROMUSICAE: Platina - RIAA: 8× Platina | Ahora                               |
| "Créeme" (com Karol G)                                                      | 2018 | 25                    | 12                    | —                     | —                     | —                     | 33                    | —                     | —                     | 11                    | —                     | - PROMUSICAE: Platina - RIAA: 3× Platina | Ocean                               |
| "Vivir Bailando" (com Silvestre Dangond)                                    | 2019 | 3                     | —                     | —                     | —                     | —                     | —                     | —                     | —                     | 41                    | —                     | - RIAA: Ouro | Sem álbum                           |
| "HP"                                                                        | 2019 | 2                     | 6                     | —                     | 26                    | 1                     | 4                     | 48                    | 96                    | 8                     | —                     | - AMPROFON: Diamante - AMPROFON: 3× Platina - FIMI: Platina - PMB: Platina - PROMUSICAE: 2× Platina - RIAA: 2× Platina (Latino)                                                               | 11:11                               |
| "Medellín" (com Madonna)                                                    | 2019 | 32                    | 57                    | 11                    | 37                    | —                     | 67                    | 69                    | —                     | 18                    | —                     | - FIMI: Ouro | Madame X                            |
| "La Respuesta" (com Becky G)                                                | 2019 | —                     | 24                    | —                     | —                     | —                     | 29                    | —                     | —                     | 13                    | —                     | - AMPROFON: Platina - PROMUSICAE: Ouro | Sem álbum                           |
| "11 PM"                                                                     | 2019 | 2                     | 6                     | —                     | —                     | 1                     | 13                    | 50                    | —                     | 11                    | —                     | - AMPROFON: Diamante - AMPROFON: 3× Platina - AMPROFON: Ouro - FIMI: Ouro - PMB: 2× Platina - PMB: Platina - PROMUSICAE: 2× Platina - RIAA: 7× Platina (Latino)                               | 11:11                               |
| "Hola Señorita" (com Maître Gims)                                           | 2019 | —                     | —                     | 15                    | —                     | —                     | 23                    | 12                    | —                     | —                     | —                     | - BEA: Ouro - SNEP: Platina - PROMUSICAE: Platina | Sem álbum                           |
| "Instinto Natural" (com Sech)                                               | 2019 | —                     | 76                    | —                     | —                     | —                     | —                     | —                     | —                     | —                     | —                     | - AMPROFON: Ouro | 11:11                               |
| "No Se Me Quita" (com Ricky Martin)                                         | 2019 | —                     | 26                    | —                     | —                     | 1                     | —                     | —                     | —                     | —                     | —                     | - AMPROFON: 4× Platina - RIAA: Platina (Latino) | 11:11                               |
| "Qué Pena" (com J Balvin)                                                   | 2019 | 1                     | 27                    | —                     | —                     | 13                    | 21                    | 60                    | —                     | 13                    | —                     | - AMPROFON: 3× Platina - PMB: Ouro - PROMUSICAE: Ouro | Sem álbum                           |
| "Así Así" (com Farina)                                                      | 2019 | —                     | —                     | —                     | —                     | —                     | —                     | —                     | —                     | —                     | —                     | - RIAA: Ouro (Latino) | Sem álbum                           |
| "Maldad" (com Steve Aoki)                                                   | 2020 | —                     | —                     | —                     | —                     | —                     | —                     | —                     | —                     | —                     | —                     | | Neon Future IV                      |
| "Qué Chimba"                                                                | 2020 | 7                     | —                     | —                     | —                     | —                     | —                     | —                     | —                     | —                     | —                     | | Sem álbum                           |
| "ADMV"                                                                      | 2020 | 1                     | 33                    | —                     | —                     | 1                     | 52                    | —                     | —                     | 14                    | —                     | - AMPROFON: 3× Platina - AMPROFON: Ouro - PMB: Ouro - PROMUSICAE: Platina - RIAA: Ouro (Latino)                                                                                               | Papi Juancho                        |
| "Feel the Beat" (com Black Eyed Peas)                                       | 2020 | —                     | 99                    | —                     | —                     | 29                    | 94                    | 74                    | —                     | —                     | —                     | | Translation                         |
| "Hawái" (com The Weeknd)                                                    | 2020 | 1                     | 1                     | 86                    | 41                    | 1                     | 11                    | 8                     | 12                    | 1                     | —                     | - AMPROFON: 2× Diamante - AMPROFON: Ouro - AMPROFON: Ouro (Remix) - FIMI: Ouro - PMB: 2× Platina - PMB: Ouro - PROMUSICAE: 3× Platina - RIAA: 14× Platina (Latino) - RIAA: 6× Platina (Remix) | Papi Juancho                        |
| "Parce" (com Lenny Tavárez e Justin Quiles)                                 | 2020 | 15                    | 11                    | —                     | —                     | —                     | —                     | —                     | —                     | —                     | —                     | - AMPROFON: 3× Platina - AMPROFON: Ouro - PROMUSICAE: Platina | Papi Juancho                        |
| "Pa' Ti" (com Jennifer Lopez)                                               | 2020 | 14                    | 68                    | —                     | —                     | 41                    | 57                    | 74                    | —                     | 9                     | —                     | - RIAA: Ouro (Latino) | Marry Me                            |
| "Madrid" (com Myke Towers)                                                  | 2020 | —                     | 81                    | —                     | —                     | —                     | 19                    | —                     | —                     | 41                    | —                     | - AMPROFON: Platina - AMPROFON: Ouro - PROMUSICAE: Ouro | Papi Juancho                        |
| "100 Años" (com Carlos Rivera)                                              | 2020 | 29                    | —                     | —                     | —                     | 1                     | —                     | —                     | —                     | —                     | —                     | | Crónicas de una Guerra              |
| "Más De La Una" (com Piso 21)                                               | 2020 | 11                    | 74                    | —                     | —                     | 8                     | —                     | —                     | —                     | 34                    | —                     | - RIAA: Ouro (Latino) | El Amor en Los Tiempos del Perreo   |
| "Agua de Jamaica"                                                           | 2021 | 4                     | —                     | —                     | —                     | 17                    | 32                    | —                     | —                     | 28                    | —                     | | #7DJ (7 Días en Jamaica)            |
| "—" denota uma gravação que não traçou ou não foi lançada nesse território. |      |                       |                       |                       |                       |                       |                       |                       |                       |                       |                       | |                                     |

### Como artista convidado
| Título | Ano  | Posição | Posição | Posição | Posição | Posição | Posição | Posição | Posição | Posição | Posição  | Certificações | Álbum                        |
| Título | Ano  | COL     | ARG     | FRA     | ITA     | MEX     | SPA     | SWE     | SWI     | US      | US Latin | Certificações | Álbum                        |
| --- | ---- | ------- | ------- | ------- | ------- | ------- | ------- | ------- | ------- | ------- | -------- | --- | ---------------------------- |
| "Te Viví" (Jorge Villamizar com participação de Maluma, Elvis Crespo e J.B.D)                                      | 2014 | —       | —       | —       | —       | —       | —       | —       | —       | —       | 43       | | El Día Que Vuelva            |
| "Olé Brazil" (Elvis Crespo com participação de Maluma)                                                             | 2014 | —       | —       | —       | —       | —       | —       | —       | —       | —       | 49       | | Tatuaje                      |
| "Salgamos" (Kevin Roldan com participação de Maluma e Andy Rivera)                                                 | 2014 | —       | —       | —       | —       | —       | —       | —       | —       | —       | —        | | The Beginning                |
| "La Invitación" (Pipe Bueno com participação de Maluma)                                                            | 2014 | —       | —       | —       | —       | 17      | —       | —       | —       | —       | —        | | Não é single de álbum        |
| "Fiesta de Verano" (Maía com participação de Maluma)                                                               | 2015 | —       | —       | —       | —       | —       | —       | —       | —       | —       | —        | | Maía                         |
| "Bandida" (Danny Romero com participação de Maluma)                                                                | 2015 | —       | —       | —       | —       | —       | 16      | —       | —       | —       | —        | - PROMUSICAE: Platina | Não é single de álbum        |
| "Me Curaré (Remix)" (Justin Quiles com participação de Maluma)                                                     | 2015 | —       | —       | —       | —       | —       | 88      | —       | —       | —       | —        | | Não é single de álbum        |
| "Aventura (Remix)" (Tomas the Latin Boy com participação de Maluma)                                                | 2015 | —       | —       | —       | —       | —       | —       | —       | —       | —       | —        | | The Latin Boy                |
| "Un Beso (Remix)" (Baby Rasta & Gringo featuring Maluma)                                                           | 2016 | —       | —       | —       | —       | —       | 96      | —       | —       | —       | —        | | Não é single de álbum        |
| "Desde esa noche" (Thalía com participação de Maluma)                                                              | 2016 | —       | 4       | —       | —       | 3       | 22      | —       | —       | —       | 16       | - AMPROFON: Diamante+ 3× Platina - PROMUSICAE: Platina - RIAA: 2× Platina                                                                                    | Latina                       |
| "Aire" (Leslie Grace com participação de Maluma)                                                                   | 2016 | —       | —       | —       | —       | —       | —       | —       | —       | —       | —        | | Não é single de álbum        |
| "Sim ou Não" / "Sí o No" (Anitta com participação de Maluma)                                                       | 2016 | —       | —       | —       | —       | 42      | —       | —       | —       | —       | —        | - PMB: 2× Diamante ("Sim ou Não") | Não é single de álbum        |
| "La Fila" (Luny Tunes com participação de Don Omar, Maluma e Sharlene)                                             | 2016 | —       | —       | —       | —       | —       | 88      | —       | —       | —       | —        | | Mas Flow 3                   |
| "Vente Pa' Ca" (Ricky Martin com participação de Maluma)                                                           | 2016 | 2       | 1       | 171     | 65      | 1       | 2       | —       | 72      | —       | 4        | - AMPROFON: Diamante+ Platina - FIMI: Platina - PROMUSICAE: 4× Platina                                                                                       | Não é single de álbum        |
| "Sobre Mí" (Sin Bandera com participação de Maluma)                                                                | 2016 | —       | —       | —       | —       | 19      | —       | —       | —       | —       | —        | | Una Ultima Vez               |
| "Quédate Lejos" (Ha*Ash com participação de Maluma)                                                                | 2016 | —       | —       | —       | —       | —       | —       | —       | —       | —       | —        | | Primera fila: Hecho realidad |
| "Chantaje" (Shakira com participação de Maluma)                                                                    | 2016 | 2       | 4       | 17      | 11      | 1       | 1       | 54      | 10      | 51      | 1        | - AMPROFON: Diamante+ Ouro - CAPIF: 3× Platina - FIMI: 3× Platina - GLF: Gold - IFPI SWI: Ouro - PROMUSICAE: 5× Platina - RIAA: 16× Platina - SNEP: Diamante | El Dorado                    |
| "Me Llamas (Remix)" (Piso 21 com participação de Maluma)                                                           | 2016 | 9       | 12      | —       | —       | 37      | 18      | —       | —       | —       | 32       | - FIMI: Ouro - PROMUSICAE: 3× Platina | Não é single de álbum        |
| "Vivo Pensando en Tí" (Felipe Peláez com participação de Maluma)                                                   | 2017 | 3       | —       | —       | —       | 27      | 29      | —       | —       | —       | —        | - AMPROFON: Ouro | Não é single de álbum        |
| "Solo a Solas" (Cosculluela com participação de Maluma)                                                            | 2017 | 23      | —       | —       | —       | —       | 97      | —       | —       | —       | —        | | Não é single de álbum        |
| "Hola" (Flo Rida com participação de Maluma)                                                                       | 2017 | —       | —       | —       | —       | 33      | —       | —       | 60      | —       | —        | | Não é single de álbum        |
| "Trap" (Shakira com participação de Maluma)                                                                        | 2018 | —       | —       | —       | —       | 25      | —       | —       | —       | —       | 17       | | El Dorado                    |
| "Sólo Mía" (Yandel com participação de Maluma)                                                                     | 2018 | 98      | —       | —       | —       | —       | 50      | —       | —       | —       | 31       | - RIAA: 2× Platina (Latino) | Update                       |
| "Hands on Me" (BURNS com participação de Maluma & Rae Sremmurd)                                                    | 2018 | —       | —       | —       | —       | —       | —       | —       | —       | —       | —        | | Não é single de álbum        |
| "Todo El Amor" (De La Ghetto com participação de Wisin)                                                            | 2018 | —       | —       | —       | —       | —       | —       | —       | —       | —       | —        | | ASA                          |
| "El Clavo (Remix)" (Prince Royce com participação de Maluma)                                                       | 2018 | —       | 18      | —       | —       | 49      | 72      | —       | —       | —       | 13       | | AlterEgo                     |
| "Arms Around You" (XXXTentacion e Lil Pump com participação de Maluma e Swae Lee)                                  | 2018 | —       | 62      | 25      | 13      | —       | 35      | 8       | 5       | 28      | —        | - FIMI: Platina - RIAA: Platina - SNEP: Ouro | Sem álbum                    |
| "Qué Más Pues (Remix)" (Sech com participação de Maluma, Nicky Jam, Farruko, Justin Quiles, Dalex e Lenny Tavarez) | 2019 | —       | 12      | —       | —       | —       | 18      | —       | —       | —       | —        | - PROMUSICAE: Platina - RIAA: Platina (Latino) | Sueños                       |
| "Latina" (Reykon com participação de Maluma)                                                                       | 2019 | 16      | 72      | —       | —       | 42      | 79      | —       | —       | —       | 35       | - RIAA: Platina (Latino) | Sem álbum                    |
| "Fresh Kerias" (com Feid & Sky)                                                                                    | 2019 | 18      | —       | —       | —       | —       | —       | —       | —       | —       | —        | | Sem álbum                    |
| "Porfa (Remix)" (Feid e Justin Quilescom participação de J Balvin, Nicky Jam e Sech)                               | 2020 | 6       | 7       | —       | —       | —       | —       | —       | —       | —       | 11       | - AMPROFON: 2× Platina | Bahía Ducati                 |
| "Djadja (Remix)" (Aya Nakamura com participação de Maluma)                                                         | 2020 | 26      | 23      | —       | 53      | —       | 5       | —       | —       | —       | 43       | - FIMI: Ouro - PROMUSICAE: 3× Platina | Nakamura                     |
| "Mi Niña (Remix)" (Wisin com Maluma e Myke Towers com participação de Anitta)                                      | 2021 | —       | —       | —       | —       | —       | 83      | —       | —       | —       | —        | | Sem álbum                    |
| "Aloha" (DJ Luian e Mambo Kingz com participação de Maluma, Rauw Alejandro, Beéle e Darell)                        | 2021 | —       | —       | —       | —       | —       | 20      | —       | —       | —       | —        | - PROMUSICAE: Platina | Sem álbum                    |
| "Amor en Coma" (Manuel Turizo com participação de Maluma)                                                          | 2021 | —       | 74      | —       | —       | —       | 48      | —       | —       | —       | 26       | | Dopamina                     |
| "Perfecta" (com participação de Reik)                                                                              | 2021 | —       | 47      | —       | —       | 45      | 76      | —       | —       | —       | 33       | | TBA                          |
| "—" denota uma gravação que não traçou ou não foi lançada nesse território.                                        |      |         |         |         |         |         |         |         |         |         |          | |                              |

### Singles promocionais
| "Un Polvo" (com participação de Bad Bunny, Arcángel, De La Ghetto e Ñengo Flow) | 2016 | —  | —  | —  | Não é single de álbum                      |
| "Me Gusta (Remix)" (com Alkilados)                                              | 2017 | —  | —  | —  | Não é single de álbum                      |
| "Sólo Mía" (Yandel com participação de Maluma)                                  | 2017 | —  | —  | 9  | Update                                     |
| "GPS" (com participação de French Montana)                                      | 2017 | 84 | 35 | 14 | F.A.M.E                                    |
| "Vitamina" (com participação de Arcángel)                                       | 2017 | —  | 49 | 13 | F.A.M.E                                    |
| "23"                                                                            | 2017 | —  | —  | —  | F.A.M.E                                    |
| "Marinero"                                                                      | 2018 | 51 | 27 | 13 | F.A.M.E.                                   |
| "Let's Summer (Veraneemos)" (com participação de Lellêzinha)                    | 2018 | —  | —  | —  | Não é single de álbum                      |
| "La Luz" (com participação de Wisin & Yandel)                                   | 2018 | —  | —  | 9  | Los Campeones del Pueblo "The Big Leagues" |
| "Déjale Saber"                                                                  | 2019 | —  | —  | —  | 11:11                                      |
| "Lonely" (com participação de Jennifer Lopez)                                   | 2020 | —  | —  | 2  | Marry Me                                   |
| "—" denota uma gravação que não traçou ou não foi lançada nesse território.     |      |    |    |    |                                            |

## Videografia
| Título                                 | Ano               | Outros artista(s)                                    | Diretor(es)                                 | Ref.              |
| Artista principal                      | Artista principal | Artista principal                                    | Artista principal                           | Artista principal |
| -------------------------------------- | ----------------- | ---------------------------------------------------- | ------------------------------------------- | ----------------- |
| "Farandulera"                          | 2011              | —                                                    |                                             |                   |
| "Loco"                                 | 2011              | —                                                    |                                             |                   |
| "Obsesión"                             | 2011              | —                                                    |                                             |                   |
| "Magia"                                | 2012              | —                                                    |                                             |                   |
| "Pasarla Bien"                         | 2012              | —                                                    | 36 Grados                                   |                   |
| "Miss Independent"                     | 2013              | —                                                    | 36 Grados                                   |                   |
| "La Temperatura"                       | 2013              | Eli Palacios                                         | Harold Jimenez                              |                   |
| "La Curiosidad"                        | 2014              | —                                                    |                                             |                   |
| "Addicted" (Letra do videoclipe)       | 2014              | —                                                    |                                             |                   |
| "Carnaval" (Letra do videoclipe)       | 2014              | —                                                    |                                             |                   |
| "Addicted"                             | 2014              | —                                                    | Harold Jimenez                              |                   |
| "Carnaval"                             | 2014              | —                                                    | Harold Jimenez                              |                   |
| "El Tiki" (Letra do videoclipe)        | 2015              | —                                                    |                                             |                   |
| "Borró Cassette" (Letra do videoclipe) | 2015              | —                                                    | Ulysses Terrero Jessy Terrero               |                   |
| "Borro Cassette"                       | 2015              | —                                                    |                                             |                   |
| "El Perdedor"                          | 2016              | —                                                    | Jessy Terrero                               |                   |
| "Sin Contrato"                         | 2016              | —                                                    |                                             |                   |
| Artista principal                      |                   |                                                      |                                             |                   |
| "Vente Pa' Ca"                         | 2016              | Ricky Martin                                         | Jessy Terrero                               |                   |
| Artista principal                      |                   |                                                      |                                             |                   |
| "Cuatro Babys"                         | 2016              | Noriel, Bryant Myers, Juhn                           | Jose Javy Ferrer                            |                   |
| Artista principal                      |                   |                                                      |                                             |                   |
| "Chantaje"                             | 2016              | Shakira                                              | Jaume de Laiguana                           |                   |
| Artista principal                      |                   |                                                      |                                             |                   |
| "Felices los 4"                        | 2017              | Versão original (solo) & Versão Salsa (Marc Anthony) | Jessy Terrero                               |                   |
| "Corazón"                              | 2017              | Nego do Borel                                        | Jessy Terrero                               |                   |
| "El Préstamo"                          | 2018              |                                                      | Jessy Terrero                               |                   |
| "Colors"                               | 2018              | Jason Derulo                                         | Jessy Terrero                               |                   |
| "Bella (Remix)"                        | 2018              | Wolfine                                              |                                             |                   |
| "Marinero"                             | 2018              |                                                      | Mike HO e Juan Luis Londono                 |                   |
| "Clandestino"                          | 2018              | Shakira                                              |                                             |                   |
| "Mala Mía"                             | 2018              |                                                      | Jessy Terrero                               |                   |
| "Amigos con Derechos"                  | 2018              | Reik                                                 |                                             |                   |
| "Créeme"                               | 2018              | KAROL G                                              | Jessy Terrero                               |                   |
| "Vivir Bailando"                       | 2019              | Silvestre Dangond                                    | Harold                                      |                   |
| "HP"                                   | 2019              |                                                      |                                             |                   |
| "La Respuesta"                         | 2019              | Becky G                                              | Daniel Duran                                |                   |
| "Hola Señorita"                        | 2019              | GIMS                                                 | Said C Naciri                               |                   |
| "11 PM"                                | 2019              |                                                      | Nuno Gomes                                  |                   |
| "Instinto Natural"                     | 2019              |                                                      |                                             |                   |
| "No Se Me Quita"                       | 2019              |                                                      | Nuno                                        |                   |
| "Qué Pena"                             | 2019              |                                                      | Colin Tilley                                |                   |
| "Así Así"                              | 2019              | Farina                                               | Harold                                      |                   |
| "Maldad"                               | 2020              | Steve Aoki                                           |                                             |                   |
| "Qué Chimba"                           | 2020              |                                                      | Juan Luis & Tes                             |                   |
| "ADMV"                                 | 2020              |                                                      |                                             |                   |
| "Feel the Beat"                        | 2020              | Black Eyed Peas                                      |                                             |                   |
| "Hawái"                                | 2020              |                                                      | Jessy Terrero                               |                   |
| "Parce"                                | 2020              |                                                      | Rodrigo Films                               |                   |
| "Pa' Ti"                               | 2020              | Jennifer Lopez                                       | Jessy Terrero                               |                   |
| "Madrid"                               | 2020              |                                                      | Nuno & Navs                                 |                   |
| "100 Años"                             | 2020              | Carlos Rivera                                        | Anita Tillero & Clara Pablo e Adrian Patino |                   |
| "Más De La Una"                        | 2020              | Piso 21                                              | Paloma                                      |                   |
| "Cielo a un Diablo"                    | 2020              |                                                      |                                             |                   |
| "Medallo City"                         | 2020              |                                                      |                                             |                   |
| "Chocolate"                            | 2021              |                                                      | 36 Grados                                   |                   |
| "Tonika"                               | 2021              |                                                      | 36 Grados                                   |                   |
| "Love"                                 | 2021              |                                                      | 36 Grados                                   |                   |
| "Desayun-Arte"                         | 2021              |                                                      | 36 Grados                                   |                   |
| " La Burbuja"                          | 2021              |                                                      | 36 Grados                                   |                   |
| "Peligrosa"                            | 2021              |                                                      | 36 Grados                                   |                   |
| "Agua de Jamaica"                      | 2021              |                                                      | 36 Grados                                   |                   |
| "Rumba (Puro Oro Anthem)"              | 2021              |                                                      |                                             |                   |